# Mistrzostwa Polski w curlingu
Mistrzostwa Polski w curlingu – coroczne zawody curlingowe, wyłaniające najlepszą męską i żeńską drużynę w kraju. Rozgrywane są od 2004 roku.
Mistrzostwa wyłaniają reprezentację Polski na mistrzostwa Europy. W 2008 Polski Związek Curlingu zorganizował jednak turniej kwalifikacyjny. Rok później wśród mężczyzn powrócono do eliminacji przez turniej mistrzowski, a u kobiet przez kilka lat decydowano się na indywidualną selekcję zawodniczek. W latach 2017–2019 ponownie organizowano turnieje kwalifikacyjne. 
W 2020 roku mistrzostwa zostały odwołane ze względu na pandemię COVID-19 (rozegrano jedynie eliminacje do turnieju mężczyzn). W związku z zawieszeniem (z dniem 31 stycznia 2020 roku), a następnie wykluczeniem (z dniem 11 września 2021 roku) Polskiego Związku Curlingu ze struktur światowej federacji, reprezentacje Polski utraciły prawo do rywalizacji na arenie międzynarodowej. Z tego powodu w sezonie 2021/2022 turnieje o mistrzostwo kraju w ogóle się nie odbyły. Pod koniec sierpnia 2022 roku Polski Związek Curlingu został rozwiązany decyzją Sądu Rejonowego dla m.st. Warszawy, na wniosek ministra sportu i turystyki, a jego miejsce w strukturach zaczęła przejmować Polska Federacja Klubów Curlingowych. W sezonie 2022/2023 w celu wyłonienia reprezentacji rozegrano Turniej o Puchar PFKC Kobiet i Mężczyzn, ponieważ PFKC, nie mając statusu związku sportowego, nie miała jeszcze prawa do organizacji turnieju w randze mistrzostw Polski. Mistrzostwa Polski powróciły do kalendarza zawodów w sezonie 2023/2024.

## Mężczyźni
| Rok  | Miasto                | Liczba drużyn | Złoto | Srebro | Brąz |
| ---- | --------------------- | ------------- | --- | --- | --- |
| 2004 | Krynica-Zdrój         | 15            | Media Curling Club Warszawa Arkadiusz Detyniecki, Rymwid Błaszczak, Grzegorz Korczyński, Sławomir Deroń                                                      | City Curling Club Warszawa Rafał Janowski, Andrzej Janowski, Wojciech Ratajczak, Andrzej Smak, Paweł Bednorz                                                 | Media Curling Club Warszawa Paweł Frynia, Krzysztof Kowalski, Wojciech Woyda, Michał Wysoczański                                                             |
| 2005 | Gliwice, Katowice     | 17            | Śląski Klub Curlingowy Katowice Maciej Cesarz, Tomasz Kierzkowski, Adam Sterczewski, Ziemowit Ostrowski                                                      | Media Curling Club Warszawa Arkadiusz Detyniecki, Rymwid Błaszczak, Grzegorz Korczyński, Sławomir Deroń, Paweł Burlewicz                                     | Karkonoski Klub Curlingowy Piechowice Paweł Kubik, Mirosław Wachulak, Bogdan Nalepa, Marek Antoniak                                                          |
| 2006 | Łódź                  | 26            | Śląski Klub Curlingowy Katowice Damian Herman, Piotr Podgórski, Krzysztof Beck, Tomasz Sapiński                                                              | Śląski Klub Curlingowy Katowice Maciej Cesarz, Tomasz Kierzkowski, Ziemowit Ostrowski, Adam Sterczewski                                                      | Krakowski Klub Curlingowy Grzegorz Chmurzyński, Marcin Marek, Bartłomiej Schmidt, Łukasz Wilczek                                                             |
| 2007 | Sanok, Toruń, Gliwice | 24            | Śląski Klub Curlingowy Katowice Damian Herman, Piotr Podgórski, Krzysztof Beck, Tomasz Sapiński                                                              | Śląski Klub Curlingowy Katowice Maciej Cesarz, Tomasz Kierzkowski, Adam Sterczewski, Ziemowit Ostrowski, Maciej Cylupa                                       | Media Curling Club Warszawa Paweł Frynia, Bartosz Klimas, Wojciech Woyda, Krzysztof Kowalski                                                                 |
| 2008 | Gliwice               | 29            | Media Curling Club Warszawa Arkadiusz Detyniecki, Rymwid Błaszczak, Lech Molski, Grzegorz Korczyński, Łukasz Krych                                           | Sopot Curling Club Wa ku'ta Borys Jasiecki, Tomasz Cierkowski, Krzysztof Domin, Szymon Błaszkowski, Bartosz Sitkiewicz                                       | Media Curling Club Warszawa Krzysztof Kowalski, Bartosz Klimas, Wojciech Woyda, Przemysław Stachura                                                          |
| 2009 | Gliwice, Cieszyn      | 22            | Sopot Curling Club Wa ku'ta Borys Jasiecki, Tomasz Cierkowski, Szymon Błaszkowski, Bartosz Sitkiewicz, Krzysztof Matuszewski                                 | Media Curling Club Warszawa Arkadiusz Detyniecki, Rymwid Błaszczak, Lech Molski, Grzegorz Korczyński, Marcin Piłat                                           | RKC Curlik Ruda Śląska Maciej Cesarz, Adam Sterczewski, Tomasz Kierzkowski, Maciej Cylupa, Damian Cebula                                                     |
| 2010 | Gliwice, Cieszyn      | 21            | Śląski Klub Curlingowy Katowice Tomasz Zioło, Jakub Głowania, Michael Żółtowski, Michał Kozioł                                                               | Media Curling Club Warszawa Paweł Frynia, Kamil Gęśla, Marcin Madej, Rafał Stolarek, Bartosz Łobaza                                                          | AZS Gliwice Andrzej Augustyniak, Piotr Kaźmierczak, Jakub Hawryszków, Kasper Knebloch                                                                        |
| 2011 | Gliwice               | 11            | Śląski Klub Curlingowy Katowice Tomasz Zioło, Jakub Głowania, Michael Żółtowski, Michał Kozioł                                                               | AZS Gliwice Andrzej Augustyniak, Piotr Kaźmierczak, Jakub Hawryszków, Kasper Knebloch                                                                        | AZS Gliwice Michał Bratuś, Mirosław Cholewa, Rafał Czekalski                                                                                                 |
| 2012 | Gliwice, Cieszyn      | 16            | AZS Gliwice Andrzej Augustyniak, Piotr Kaźmierczak, Piotr Podgórski, Jakub Hawryszków, Karol Gawron                                                          | Śląski Klub Curlingowy Katowice Tomasz Zioło, Jakub Głowania, Michael Żółtowski, Michał Kozioł                                                               | MKS Axel Toruń Bartosz Dzikowski, Damian Cebula, Maciej Turek, Mateusz Kulik, Jeremi Telak                                                                   |
| 2013 | Cieszyn               | 21            | Śląski Klub Curlingowy Katowice Tomasz Zioło, Jakub Głowania, Konrad Stych, Michał Kozioł, Michael Żółtowski                                                 | RKC Curlik Halonet Maciej Cesarz, Adam Sterczewski, Tomasz Kierzkowski, Maciej Cylupa, Łukasz Piworowicz                                                     | Sopot Curling Club Wa ku'ta Borys Jasiecki, Bartosz Łobaza, Krzysztof Domin, Wojciech Gubański                                                               |
| 2014 | Warszawa, Cieszyn     | 24            | Sopot Curling Club Wa ku'ta Borys Jasiecki, Krzysztof Domin, Bartosz Łobaza, Maciej Kołodziej, Marcin Ciemiński                                              | AZS Gliwice Andrzej Augustyniak, Piotr Kaźmierczak, Jakub Hawryszków, Mirosław Cholewa                                                                       | KS Warszowice Damian Herman, Jacek Rokita, Adam Pauszek, Radosław Pisarek, Krzysztof Świątek                                                                 |
| 2015 | Warszawa              | 18            | Śląski Klub Curlingowy Katowice Tomasz Zioło, Konrad Stych, Bartosz Dzikowski, Michał Kozioł, Karol Kołodziej                                                | KS Warszowice Damian Herman, Jacek Rokita, Adam Pauszek, Krzysztof Świątek, Radosław Pisarek                                                                 | Sopot Curling Club Wa ku'ta Borys Jasiecki, Krzysztof Domin, Bartosz Łobaza, Damian Cebula, Marcin Ciemiński                                                 |
| 2016 | Warszawa, Cieszyn     | 17            | Sopot Curling Club Wa ku'ta Borys Jasiecki, Krzysztof Domin, Damian Cebula, Bartosz Łobaza, Maciej Kołodziej                                                 | Śląski Klub Curlingowy Katowice Bartosz Dzikowski, Konrad Stych, Jakub Głowania, Michał Kozioł                                                               | AZS Gliwice Andrzej Augustyniak, Piotr Kaźmierczak, Mirosław Cholewa, Karol Gawron                                                                           |
| 2017 | Warszawa, Gliwice     | 19            | Śląski Klub Curlingowy Katowice Bartosz Dzikowski, Konrad Stych, Maciej Cesarz, Michał Kozioł, Jakub Głowania                                                | Sopot Curling Club Wa ku'ta Borys Jasiecki, Krzysztof Domin, Damian Cebula, Bartosz Łobaza, Maciej Kołodziej                                                 | Polska Organizacja Sportowa Łódź Aleksander Grzelka, Mateusz Jadczyk, Paweł Włodarczyk, Paweł Frynia, Kasper Knebloch                                        |
| 2018 | Warszawa, Opole       | 18            | AZS Gliwice Tomasz Bosek, Piotr Świeszek, Paweł Hertman, Tomasz Pluta                                                                                        | Śląski Klub Curlingowy Katowice Bartosz Dzikowski, Jakub Głowania, Jeremi Telak, Michał Kozioł                                                               | Sopot Curling Club Wa ku'ta Borys Jasiecki, Krzysztof Domin, Damian Cebula, Bartosz Łobaza                                                                   |
| 2019 | Łódź                  | 24            | Sopot Curling Club Wa ku'ta Borys Jasiecki, Konrad Stych, Krzysztof Domin, Bartosz Łobaza                                                                    | City Curling Club Warszawa Michał Janowski, Sławomir Białas, Filip Twardowski, Arkadiusz Polak, Rafał Rek                                                    | AZS Gliwice Tomasz Bosek, Piotr Świeszek, Paweł Hertman, Tomasz Pluta                                                                                        |
| 2020 | Łódź                  |               | Rozegrane zostały tylko eliminacje, finały zostały odwołane.                                                                                                 | Rozegrane zostały tylko eliminacje, finały zostały odwołane.                                                                                                 | Rozegrane zostały tylko eliminacje, finały zostały odwołane.                                                                                                 |
| 2021 | Łódź                  | 16            | Sopot Curling Club Wa ku'ta Konrad Stych, Krzysztof Domin, Marcin Ciemiński, Bartosz Łobaza, Michał Zakrzewski                                               | Polska Organizacja Sportowa Łódź Paweł Włodarczyk, Aleksander Grzelka, Patryk Paradowski, Maksym Grzelka, Andrzej Augustyniak                                | AZS Gliwice Paweł Hertman, Piotr Świeszek, Tomasz Pluta, Michał Kozioł, Tomasz Bosek                                                                         |
| 2022 |                       |               | Mistrzostwa Polski nie odbyły się | Mistrzostwa Polski nie odbyły się | Mistrzostwa Polski nie odbyły się |
| 2023 |                       |               | Mistrzostwa Polski nie odbyły się; w zorganizowanym w zastępstwie Turnieju o Puchar PFKC zwyciężyła drużyna Media Curling Club Warszawa (skip: Konrad Stych) | Mistrzostwa Polski nie odbyły się; w zorganizowanym w zastępstwie Turnieju o Puchar PFKC zwyciężyła drużyna Media Curling Club Warszawa (skip: Konrad Stych) | Mistrzostwa Polski nie odbyły się; w zorganizowanym w zastępstwie Turnieju o Puchar PFKC zwyciężyła drużyna Media Curling Club Warszawa (skip: Konrad Stych) |
| 2024 | Łódź                  | 16            | Media Curling Club Warszawa Konrad Stych, Krzysztof Domin, Marcin Ciemiński, Bartosz Łobaza, Maksym Grzelka                                                  | Poznański Klub Curlingowy Borys Jasiecki, Michał Chudziński, Maksymilian Szewczyk, Jakub Dąbrowski                                                           | AZS Gliwice Paweł Hertman, Paweł Frynia, Piotr Świeszek, Marcin Senderski                                                                                    |
| 2025 | Łódź                  | 18            | Wałbrzyski Klub Curlingowy Konrad Stych, Krzysztof Domin, Marcin Ciemiński, Bartosz Łobaza, Maksym Grzelka                                                   | AZS Gliwice Paweł Hertman, Paweł Frynia, Piotr Świeszek, Marcin Senderski, Aleksander Grzelka                                                                | Poznański Klub Curlingowy Borys Jasiecki, Michał Chudziński, Maksymilian Szewczyk, Jakub Dąbrowski, Sławomir Białas                                          |

### Klasyfikacja medalowa
| Klub                                  | Złoto | Srebro | Brąz | Razem |
| ------------------------------------- | ----- | ------ | ---- | ----- |
| Śląski Klub Curlingowy Katowice       | 8     | 5      |      | 13    |
| Sopot Curling Club Wa ku'ta           | 5     | 2      | 3    | 10    |
| Media Curling Club Warszawa           | 3     | 3      | 3    | 9     |
| AZS Gliwice                           | 2     | 3      | 6    | 11    |
| Wałbrzyski Klub Curlingowy            | 1     |        |      | 1     |
| City Curling Club Warszawa            |       | 2      |      | 2     |
| Poznański Klub Curlingowy             |       | 1      | 1    | 2     |
| KS Warszowice                         |       | 1      | 1    | 2     |
| RKC Curlik Ruda Śląska                |       | 1      | 1    | 2     |
| Polska Organizacja Sportowa Łódź      |       | 1      | 1    | 2     |
| Karkonoski Klub Curlingowy Piechowice |       |        | 1    | 1     |
| Krakowski Klub Curlingowy             |       |        | 1    | 1     |
| MKS Axel Toruń                        |       |        | 1    | 1     |

## Kobiety
| Rok  | Miasto            | Liczba drużyn | Złoto | Srebro | Brąz |
| ---- | ----------------- | ------------- | --- | --- | --- |
| 2004 | Krynica-Zdrój     | 6             | City Curling Club Warszawa Krystyna Beniger, Karolina Florek, Anna Fijałkowska, Katarzyna Selwant                                                              | CK Nikifor Krynica Ewelina Czech, Agnieszka Szydłowska, Blanka Jędrzejewska, Dorota Maślanka, Iwona Piksa                                                      | City Curling Club Warszawa Małgorzata Janowska, Zuzanna Reszetko, Olga Pieniążek, Ewa Szczerba                                                                 |
| 2005 | Katowice          | 7             | City Curling Club Warszawa Krystyna Beniger, Karolina Florek, Anna Fijałkowska, Katarzyna Selwant, Magdalena Dobiszewska                                       | Śląski Klub Curlingowy Katowice Justyna Zalewska, Barbara Karwat, Magdalena Jagielska, Anna Ostrowska                                                          | Media Curling Club Warszawa Marta Szeliga-Frynia, Agnieszka Ogrodniczek, Katarzyna Wicik, Marianna Das, Marta Kubak                                            |
| 2006 | Łódź              | 12            | Media Curling Club Warszawa Marta Szeliga-Frynia, Agnieszka Ogrodniczek, Katarzyna Wicik, Marianna Das                                                         | Śląski Klub Curlingowy Katowice Barbara Karwat, Magdalena Jagielska, Justyna Zalewska, Magdalena Szyszko, Anna Ostrowska                                       | City Curling Club Warszawa Krystyna Beniger, Karolina Florek, Anna Fijałkowska, Katarzyna Selwant, Magdalena Dobiszewska                                       |
| 2007 | Toruń, Gliwice    | 13            | Media Curling Club Warszawa Marta Szeliga-Frynia, Katarzyna Wicik, Agnieszka Ogrodniczek, Marianna Das                                                         | Śląski Klub Curlingowy Katowice Barbara Karwat, Magdalena Szyszko, Magdalena Jagielska, Agnieszka Pluta, Anna Ostrowska                                        | Śląski Klub Curlingowy Katowice Justyna Zalewska, Joanna Warot, Patrycja Mach, Katarzyna Dołęga                                                                |
| 2008 | Gliwice           | 12            | RKC Curlik Ruda Śląska Barbara Karwat, Magdalena Jagielska, Magdalena Szyszko, Magdalena Muskus                                                                | Media Curling Club Warszawa Marta Szeliga-Frynia, Katarzyna Wicik, Agnieszka Ogrodniczek, Marianna Das, Maria Kluś                                             | Śląski Klub Curlingowy Katowice Justyna Zalewska, Joanna Warot, Patrycja Mach, Katarzyna Dołęga                                                                |
| 2009 | Gliwice, Cieszyn  | 9             | MKS Axel Toruń Krystyna Beniger, Anna Fijałkowska, Katarzyna Selwant, Magdalena Dobiszewska, Agnieszka Marzęcka                                                | Media Curling Club Warszawa Agnieszka Ogrodniczek, Katarzyna Wicik, Marianna Das, Katarzyna Wilk                                                               | Śląski Klub Curlingowy Katowice Justyna Beck, Joanna Warot, Patrycja Mach, Katarzyna Dołęga, Agata Musik                                                       |
| 2010 | Gliwice, Cieszyn  | 10            | Śląski Klub Curlingowy Katowice Justyna Beck, Joanna Warot, Patrycja Mach, Katarzyna Dołęga                                                                    | AZS Gliwice Elżbieta Ran, Magdalena Dumanowska, Dominika Łasak, Joanna Waryszak, Joanna Sowińska                                                               | RKC Curlik Ruda Śląska Ilona Dominiczak, Magdalena Szołkiewicz, Agieszka Skowronek, Beata Szczepanik, Dominika Muskus                                          |
| 2011 | Gliwice           | 3             | AZS Gliwice Elżbieta Ran, Magda Strączek, Magdalena Dumanowska, Dominika Łasak, Agnieszka Handzlik                                                             | AZS Gliwice Agnieszka Pluta, Aleksandra Rumak, Justyna Wojtas, Agata Adamus                                                                                    | RKC Curlik Ruda Śląska Ilona Dominiczak, Agnieszka Skowronek, Beata Szczepanik, Dorota Sokołowska, Dominika Muskus                                             |
| 2012 | Cieszyn           | 4             | AZS Gliwice Elżbieta Ran, Magda Strączek, Magdalena Dumanowska, Agata Musik, Justyna Wojtas                                                                    | RKC Curlik Ruda Śląska Marta Szeliga-Frynia, Magdalena Muskus, Barbara Karwat, Krystyna Beniger                                                                | AZS Uniwersytet Warszawski Joanna Waryszak, Zuzanna Rybicka, Zuzanna Śliwińska, Joanna Sowińska, Katarzyna Wójcik                                              |
| 2013 | Cieszyn           | 10            | Śląski Klub Curlingowy Katowice Elżbieta Ran, Magda Strączek, Magdalena Dumanowska, Agata Musik, Justyna Wojtas                                                | RKC Curlik Ruda Śląska Marta Szeliga-Frynia, Magdalena Muskus, Barbara Karwat, Krystyna Beniger                                                                | City Curling Club Warszawa Aneta Lipińska, Julia Janowska, Zuzanna Aniołkowska, Anna Ignatowska                                                                |
| 2014 | Warszawa, Cieszyn | 13            | AZS Gliwice Marta Pluta, Marta Malinowska, Julia Malinowska, Ewa Stych, Joanna Benet                                                                           | RKC Curlik Ruda Śląska Marta Szeliga-Frynia, Magdalena Muskus, Barbara Karwat, Krystyna Beniger                                                                | AZS Gliwice Elżbieta Ran, Magda Strączek, Magdalena Dumanowska, Dominika Łasak                                                                                 |
| 2015 | Warszawa          | 9             | Śląski Klub Curlingowy Katowice Marta Szeliga-Frynia, Magdalena Muskus, Justyna Beck, Barbara Karwat, Magdalena Szyszko                                        | Polska Organizacja Sportowa Łódź Adela Walczak, Joanna Waryszak, Zuzanna Rybicka, Maria Stefańska, Wiktoria Dubrowskaja                                        | AZS Gliwice Marta Pluta, Marta Malinowska, Julia Malinowska, Ewa Stych, Joanna Benet                                                                           |
| 2016 | Cieszyn           | 5             | AZS Gliwice Marta Pluta, Julia Malinowska, Marta Malinowska, Joanna Benet                                                                                      | Polska Organizacja Sportowa Łódź Adela Walczak, Joanna Waryszak, Zuzanna Rybicka, Maria Stefańska, Zuzanna Śliwińska                                           | Śląski Klub Curlingowy Katowice Marta Szeliga-Frynia, Magdalena Kołodziej, Justyna Beck, Barbara Karwat                                                        |
| 2017 | Gliwice           | 6             | Polska Organizacja Sportowa Łódź Marta Szeliga-Frynia, Adela Walczak, Zuzanna Rybicka, Maria Stefańska, Barbara Karwat                                         | AZS Gliwice Magdalena Dumanowska, Magdalena Kołodziej, Aneta Lipińska, Elżbieta Ran, Krystyna Beniger                                                          | AZS Gliwice Marta Pluta, Ewa Nogły, Ewa Stych, Martyna Wilczak, Justyna Beck                                                                                   |
| 2018 | Warszawa          | 8             | Polska Organizacja Sportowa Łódź Marta Szeliga-Frynia, Adela Walczak, Zuzanna Rybicka, Maria Stefańska, Barbara Karwat                                         | AZS Gliwice Magdalena Dumanowska, Aneta Lipińska, Elżbieta Ran, Krystyna Beniger                                                                               | AZS Gliwice Marta Pluta, Ewa Nogły, Martyna Wilczak, Marta Blacha                                                                                              |
| 2019 | Łódź              | 9             | AZS Gliwice Marta Pluta, Ewa Nogły, Justyna Wojtas, Marta Świeszek, Adela Walczak                                                                              | Polska Organizacja Sportowa Łódź Marta Szeliga-Frynia, Barbara Karwat, Maria Stefańska, Julia Dyderska, Emilia Filutowicz                                      | City Curling Club Warszawa Daria Chmarra, Aneta Lipińska, Karolina Mandes, Marta Leszczyńska                                                                   |
| 2020 |                   |               | Mistrzostwa zostały odwołane. | Mistrzostwa zostały odwołane. | Mistrzostwa zostały odwołane. |
| 2021 | Łódź              | 6             | Media Curling Club Warszawa Daria Chmarra, Aneta Lipińska, Marta Leszczyńska, Magdalena Kołodziej, Marta Szeliga-Frynia                                        | AZS Gliwice Marta Pluta, Ewa Nogły, Justyna Wojtas, Marta Blacha, Adela Walczak                                                                                | Media Curling Club Warszawa Agnieszka Schröder, Marta Kubak, Maria Klimecka, Katarzyna Kowalska, Irena Jackiewicz                                              |
| 2022 |                   |               | Mistrzostwa Polski nie odbyły się | Mistrzostwa Polski nie odbyły się | Mistrzostwa Polski nie odbyły się |
| 2023 |                   |               | Mistrzostwa Polski nie odbyły się; w zorganizowanym w zastępstwie Turnieju o Puchar PFKC zwyciężyła drużyna Media Curling Club Warszawa (skip: Aneta Lipińska) | Mistrzostwa Polski nie odbyły się; w zorganizowanym w zastępstwie Turnieju o Puchar PFKC zwyciężyła drużyna Media Curling Club Warszawa (skip: Aneta Lipińska) | Mistrzostwa Polski nie odbyły się; w zorganizowanym w zastępstwie Turnieju o Puchar PFKC zwyciężyła drużyna Media Curling Club Warszawa (skip: Aneta Lipińska) |
| 2024 | Łódź              | 6             | Polska Organizacja Sportowa Łódź Zuzanna Rybicka, Karolina Startek, Katarzyna Grzelka, Magdalena Włodarczyk, Adela Walczak                                     | Media Curling Club Warszawa Aneta Lipińska, Ewa Nogły, Marta Leszczyńska, Magdalena Kołodziej                                                                  | Polska Organizacja Sportowa Łódź Marta Szeliga-Frynia, Julia Dyderska, Aleksandra Bigosińska-Zygmunt, Monika Pietruszka-Talleux, Maja Frynia                   |
| 2025 | Łódź              | 6             | Media Curling Club Warszawa Aneta Lipińska, Ewa Nogły, Marta Leszczyńska, Magdalena Kołodziej, Julia Dyderska                                                  | AZS Gliwice Marta Pluta, Marietta Dąbrowska, Julia Jawień, Magdalena Herman, Marta Szeliga-Frynia                                                              | Polska Organizacja Sportowa Łódź Zuzanna Rybicka, Karolina Startek, Katarzyna Grzelka, Magdalena Włodarczyk, Zuzanna Śliwińska                                 |

### Klasyfikacja medalowa
| Klub                             | Złoto | Srebro | Brąz | Razem |
| -------------------------------- | ----- | ------ | ---- | ----- |
| AZS Gliwice                      | 5     | 6      | 4    | 15    |
| Media Curling Club Warszawa      | 4     | 3      | 2    | 9     |
| Śląski Klub Curlingowy Katowice  | 3     | 3      | 4    | 10    |
| Polska Organizacja Sportowa Łódź | 3     | 3      | 2    | 8     |
| City Curling Club Warszawa       | 2     |        | 4    | 6     |
| RKC Curlik Ruda Śląska           | 1     | 3      | 2    | 6     |
| MKS Axel Toruń                   | 1     |        |      | 1     |
| CK Nikifor Krynica               |       | 1      |      | 1     |
| AZS Uniwersytet Warszawski       |       |        | 1    | 1     |

## Łączna klasyfikacja medalowa
| Klub                                  | Złoto | Srebro | Brąz | Razem |
| ------------------------------------- | ----- | ------ | ---- | ----- |
| Śląski Klub Curlingowy Katowice       | 11    | 9      | 3    | 23    |
| AZS Gliwice                           | 7     | 9      | 10   | 26    |
| Media Curling Club Warszawa           | 7     | 6      | 5    | 18    |
| Sopot Curling Club Wa ku'ta           | 5     | 2      | 3    | 10    |
| Polska Organizacja Sportowa Łódź      | 3     | 4      | 3    | 10    |
| City Curling Club Warszawa            | 2     | 2      | 4    | 8     |
| RKC Curlik Ruda Śląska                | 1     | 4      | 3    | 8     |
| MKS Axel Toruń                        | 1     |        | 1    | 2     |
| Wałbrzyski Klub Curlingowy            | 1     |        |      | 1     |
| Poznański Klub Curlingowy             |       | 1      | 1    | 2     |
| KS Warszowice                         |       | 1      | 1    | 2     |
| CK Nikifor Krynica                    |       | 1      |      | 1     |
| AZS Uniwersytet Warszawski            |       |        | 1    | 1     |
| Karkonoski Klub Curlingowy Piechowice |       |        | 1    | 1     |
| Krakowski Klub Curlingowy             |       |        | 1    | 1     |